# Dohrniphora correlata
Dohrniphora correlata är en tvåvingeart som beskrevs av Borgmeier 1932. Dohrniphora correlata ingår i släktet Dohrniphora och familjen puckelflugor.
Artens utbredningsområde är Costa Rica. Inga underarter finns listade i Catalogue of Life.